# 室住虎光
室住 虎光（もろずみ とらみつ）は、戦国時代の武将。甲斐の戦国大名武田氏の譜代家臣。豊後守。姓は諸角（両角）とする記録も多いが、近年では自筆史料に見られる「室住」が採用されている。諱に関しても「虎定」あるいは「昌清」とする説もあるが、確実な同時代文書の『安道寺文書』によれば「虎光」とされる。養子に室住虎登がいる。

## 来歴
信頼できる史料が不足しているため、晩年以外の経歴については不明な点が多い。
山梨県甲斐市竜王の有富山慈照寺の開祖は、寺伝によれば開山の真翁宗見とともに甲斐守護武田信昌の庶子である「諸角昌清」で、昌清は「諸角虎定」と同一人物であるとも考えられている。諸伝によれば虎定の生年は文明12年（1480年）であるとも言われるが、黒田基樹や柴辻俊六らの研究者は疑問視し、次代の人物である可能性を指摘している。
『甲陽軍鑑』によれば、「諸角虎定」は信昌の孫の武田信虎時代から同心50騎持ちの侍大将として仕え、飯富虎昌などと並び賞賛されたという。信虎追放後はその子武田晴信（信玄）に仕えた。
「室住虎光」の確かな史料における初見は弘治3年（1557年）の京進銭納入に際した奉行人連署手形であり、弘治年間には秋山虎繁（信友）とともに信玄に美濃情勢を報告している。武田氏の信濃侵攻に際しては信濃国衆とともに信濃柏鉢城を守備している。
永禄4年（1561年）、第四次川中島の戦いに出陣し、討死した。一時上杉方に首を取られるが、与力の成瀬正一と石黒五郎兵衛が取り戻したという。法名は智賢義勇居士、または慈照寺殿昌良清禅定門。
跡式は嫡男の昌守が継ぐが、昌守は元亀元年（1570年）、原甚四郎（原虎胤の子）と争いによって改易された。以後、室住氏の名は史料には見られなくなる。

## 関連作品
- 天と地と（1969年、NHK大河ドラマ、演：諸角豊後守 - 林邦史朗）
- 風林火山（2007年、NHK大河ドラマ、演：諸角虎定 - 加藤武）